# Kloster der Heiligen Thekla

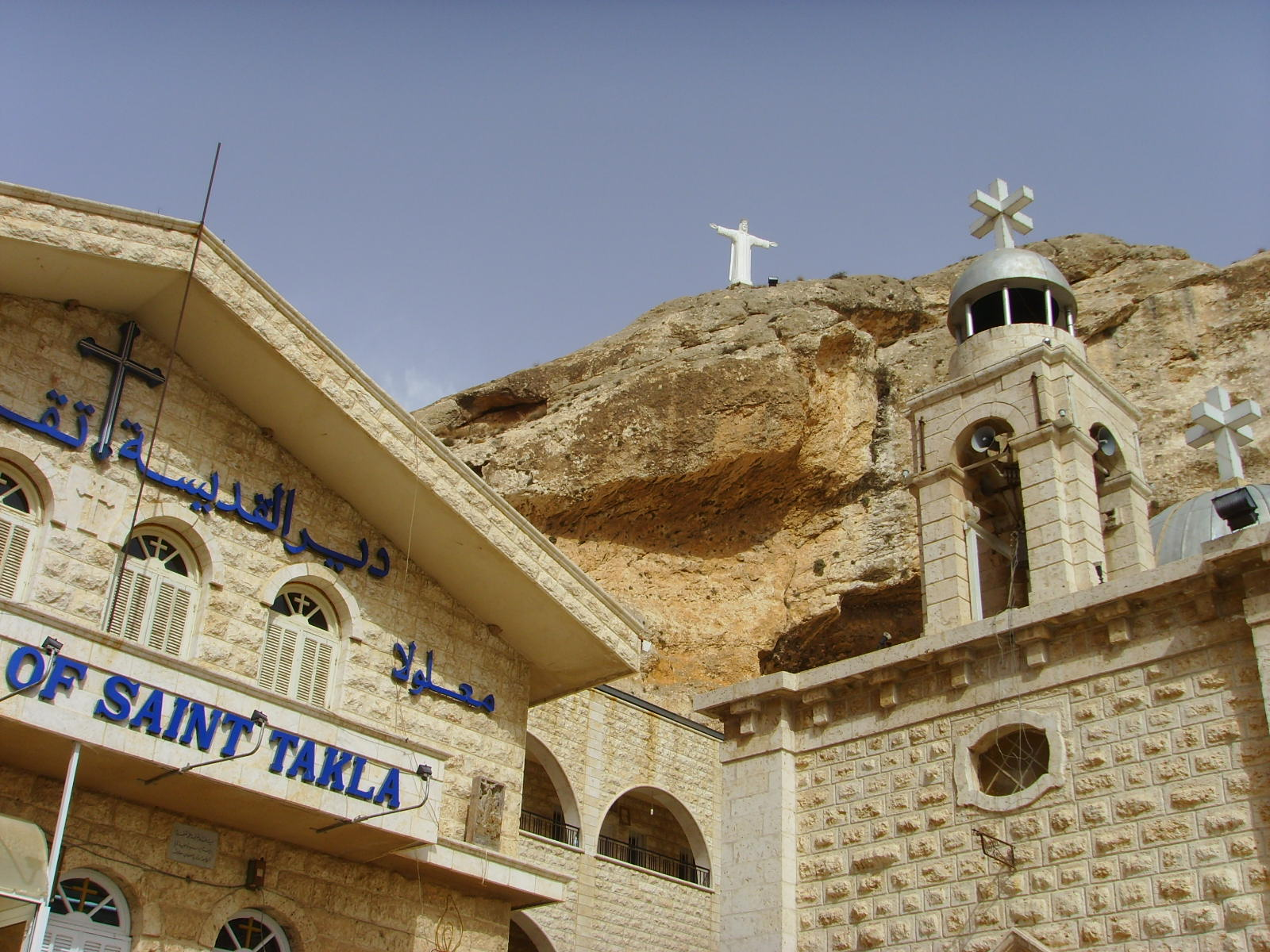
Ansicht des Klosters der Heiligen Thekla.

Das Kloster der Heiligen Thekla (Mar Takla, arabisch دير مار تقلا) ist ein 1935 erbautes griechisch-orthodoxes Kloster, das in Maalula (Syrien) liegt und vom Patriarchat von Antiochia verwaltet wird. Das Kloster ist ein wichtiger christlicher Wallfahrtsort in Syrien. Nach der Eroberung des Ortes 2013 im syrischen Bürgerkrieg entführten Rebellen der Al-Nusra-Front zwölf Nonnen des Klosters, plünderten und beschädigten das Gebäude schwer. Erst 2018, vier Jahre nach der Vertreibung der Islamisten, konnte das Kloster wiedereröffnet werden. Die Beschreibungen der Ikonen in diesem Artikel geben den Zustand vor Zerstörung (2013) und Wiederaufbau (2018) wieder.

## Lage und Bauten
Der abgeschieden liegende Ort Maalula (aramäisch für Eingang) befindet sich etwa 56 km nordöstlich von Damaskus im Qalamun-Gebirge. Die Bewohner des in einer Höhe von 1600 Meter liegenden Ortes sind neuwestaramäischen sprechende Christen. Das Kloster wurde 1935 um die Grotte und das Grab der Heiligen Thekla erbaut.

## Das Kloster heute
Im Erdgeschoss des Klosters befinden sich ein Empfangsraum, ein Refektorium sowie Verkaufsräume für die religiösen Artefakte. Im zweiten Geschoss leben die Nonnen in ihren Klosterzellen. Im Untergeschoss befindet sich die Küche mit einem Backstein für die Brotherstellung. Eine Erweiterung aus dem Jahr 1888 wurde kürzlich zur patriarchalischen Residenz umgebaut.
Das Gästehaus, das für die Touristen und Besucher bereitsteht, wurde 1934 errichtet. Eine Leiter an der Spitze des Hauptklostergebäudes führt direkt zum Schrein der Heiligen Thekla. Der Schrein besteht aus einer Felsgrotte aus dem frühen christlichen Jahrhunderten. Die Grotte gliedert sich in eine heilige Quelle und zwei kleine, kürzlich modernisierte Kirchen.

## Geschichte
Ab dem 4. Jahrhundert wurden in dem Ort erste Kloster gegründet und konnten sich trotz der Islamisierung behaupten, die zerstörten Klöster wurden wiederholt aufgebaut. Handschriften, die den christlichen Ursprung belegen, befinden sich in dem Archiv der Mönche. 1756 wurden das Kloster der Heiligen Thekla und die Johannes-der-Täufer-Kirche erbaut. 1840 erwähnt der russische Konsul Uspensky vier Mönche, die im Kloster leben. 1906 wurde über die Grotte und den antiken Reste eine Kirche errichtet. 1935 wurde das Klostergebäude erbaut und 1959 um ein Geschoss erhöht.
Das Kloster wird bis heute von christlichen Pilgern besucht.

## Wallfahrtsort
Der heiligen Thekla werden heilende Fähigkeiten zugeordnet. Diese ziehen zahlreiche Besucher des Klosters an, die dort ein Gelübde erfüllen. Die Pilgerfamilien wohnen in dem Kloster angeschlossenen Gästehaus. Zuvor verbringen die Besucher den Nachmittag und die Nacht in der Grotte und legen sich im Morgengrauen vor der Ikonostase nieder und trinken das geweihte Quellwasser. Dabei gibt es unterschiedliche Rituale, die den Wunsch unterstützen. Eine schwangere Frau würde den Docht einer der in der Grotte befindlichen Öllampe essen. Gläubige, die aus Krankheitsgründen nicht nach Maalula reisen können, können den Reisenden ihre Gebete und Wünsche schriftlich mitgeben, die dann vor Theklas Grab gestellt werden.
Trotz der Ausbreitung des Islams ist in Syrien die Heiligenverehrung bei Christen und Muslimen allgegenwärtig. Der feste Thekla-Glauben hat dem Kloster das Überleben und den Wohlstand gesichert. Viele Gebete in der Grotte, die Thekla dargebracht werden, gehen koranischen Rezitationen voraus. So sollen kinderlose muslimische Frauen auf ihr Gebet hin schwanger geworden sein. Einige Paare lassen ihre Kind als Zeichen der Verehrung taufen.

## Aufgaben der Nonnen
Das Kloster Sankt Thekla ist direkt vom Patriarchat von Antiochia abhängig und wird von einer übergeordneten Äbtissin, der aktuell amtierenden Pelagia Sayyaf, verwaltet. Sieben Nonnen und die Oberin leben im Kloster. Wie in den meisten orthodoxen Klöstern besteht ihr Leben hauptsächlich im täglichen Gebet anhand vorgegebener Ordnungen. Der Morgen einer Nonne beginnt mit einem eigenständigen Gebet, drei Tage in der Woche sind für gemeinsame Gebete vorgesehen.
Da das Kloster durch den Schrein der Heiligen Thekla für die gläubigen Menschen von Qalamun und dem Nahen Osten eine hohe Bedeutung hat, empfangen die Nonnen jederzeit Besucher und bieten Führungen durch das Kloster an. Dabei werden die konstanten geistlichen Aktivitäten des Klosters sowie die Liturgie an den Sonn- und Feiertagen beachtet.
Zu den weiteren Aufgaben der Klosterfrauen gehören auch die Reinigung und Instandhaltung des Klostergebäudes. Die besondere Pflege der Grottenkirche wird der erfahrensten Nonne übertragen. Zudem kommen haus- und handwerkliche Tätigkeiten wie Nähen, Sticken, das Herstellen von Rosenkränzen und die Dekoration der Ikonen mit Schmuck. Seit Pelagia Sayyaf zur Mutter Oberin ernannt wurde, führen die Nonnen auch ein kleines Waisenhaus.
Der komplette Tagesbedarf der Nonnen wird aus der angrenzenden Ortschaft Maalula gedeckt. Das Kloster wird nur zur Beaufsichtigung der landwirtschaftlichen Arbeit auf den naheliegenden Feldern oder für Einkäufe in Damaskus, da dort ein erweitertes Warenangebot vorhanden ist, verlassen. Diese Reisen werden oftmals mit einem Besuch des Patriarchat verbunden.

## Ikonen
Die Ikonen befinden sich in der Klosterkirche „Johannes der Täufer“, in der Heilgengrotte sowie im Flügel der Mutter Oberin. Der Großteil der Ikonen stammt aus der Mitte des 18. bis zum Ende des 19. Jahrhunderts.
Aus dem 18. Jahrhundert sind drei Ikonen des Patriarchaten Sylvestros in der Klosterkirche ausgestellt.
- Die erste Ikone zeigt einen mit der rechten Hand segnenden Jesus Christus. In seiner linken Hand hält dieser das Evangelium, das sich auf seinem Schoß befindet. Johannes der Täufer steht links, lehnt sich an Christus und segnet ebenfalls mit der rechten Hand. Seine linke Hand hält ein in arabischer Sprache verfasstes Dokument mit dem Vers: „Siehe, das Lamm Gottes, das die Sünden der Welt wegnimmt!“ (Johannes 1,29 ELB)
- Die zweite Ikone stellt die Jungfrau Maria dar. Das Kind auf ihrem linken Arm wendet sich ihr zu, während es den Blick auf den Besucher richtet. Rechts neben der Mutter steht die Heilige Thekla, die ein dekoratives Metallkreuz in der rechten Hand trägt und mit der linken den Friedensgruß zeigt.
- Die dritte Ikone widmet sich der Verkündigung. Der Erzengel Gabriel schenkt Maria eine Rose, die sie annimmt.

In der Grotte befinden sich zwei weitere Ikonen.
- Die erste Ikone verdeutlicht die Auferstehung. Christus, der sich verklärt im Licht befindet, segnet mit der rechten Hand und trägt einen Banner in seiner linken. Rechts von ihm sitzt ein Engel, auf der linken Seite parfümierte Frauen. Im unteren Teil befinden sich drei Wachen in unterschiedlichen Positionen. Im Hintergrund befindet sich eine Stadt und in den umliegenden Gärten spiegelt sich das erste Morgenlicht.
- Die zweite Ikone stellt die Geburt der Jungfrau Maria dar. Sie wird als Baby auf der Hand eines Engels erhoben, um gekrönt und mit dem Heiligen Geist ausgestattet zu werden.

In dem Flügel der Mutter Oberin befinden sich weitere Gemälde. Diese stellen den Erzengel Michael, den Äthiopier Moses sowie den Propheten Elija da. Letzter sitzt vor der Tür seiner Höhle, während ihm die Raben Nahrung bringen.
Das Heiligtum der Klosterkirche enthält eine Ikone mit zwei Heiligen, es wird angenommen, dass es sich dabei um die Märtyrer Kosmas und Damian handelt.
Auch die Ikonen aus dem 19. Jahrhundert befinden sich in der Klosterkirche. Die sich auf dem oberen Register der Ikonostase befindliche Hauptgruppe repräsentiert die Geburt der Jungfrau Maria, die Reinigung, die Himmelfahrt der Maria,  die Taufe Christi, die Verklärung des Herrn, die Abnahme Jesu vom Kreuz, die Auferstehung und die Entsendung des Heiligen Geistes.
Separat sind drei große Symbole auf Stoff gemalt. Die erste Stoffikone stellt die Heilige Thekla dar, die beiden anderen zeigen eine Auswahl an biblischen und hagiographischen Szenen.
Ein Holzkreuz in der Klosterkirche zeigt den gekreuzigten Jesus, unter dem Kreuz befinden sich Maria, der Apostel Johannes sowie die vier Evangelistensymbole. In der Nähe befindet sich eine Ikone der Heiligen Sergius und Bakchos, die beide auf einem Pferd sitzen und Militäruniform tragen.
Die letzte Gruppe gehört zur Jerusalemer Schule. Diese ist bekannt für ihre Fusion von traditioneller östlicher Ikonografie und europäische Malerei bekannt. Der bekannteste dieser Künstler, Michael Mhanna al Qudsi, schuf vier Ikonen.

## Im syrischen Bürgerkrieg
Nach mehreren Angriffen und zeitweiligen Besetzungen ab September 2013 eroberten am 3. Dezember 2013 islamistische Rebellen der Al-Nusra-Front Maalula und nahmen die Oberin, zwölf Ordensfrauen und zwei Hausangestellte des Klosters der Heiligen Thekla als Geiseln. Diese wurden drei Monate lang in Yabrud gefangen gehalten, bis sie im Rahmen eines Gefangenenaustausches am 9. März 2014 freigelassen wurden, wofür auch 150 Frauen aus Regierungsgefängnissen frei kamen. Am 14. April 2014 gelang es den Regierungstruppen mit Unterstützung der Hisbollah sowie christlicher Freiwilliger aus dem Ort, Maalula wieder einzunehmen und die Islamisten zu vertreiben. Ab 2014 wurde das schwer beschädigte Kloster renoviert, und die Nonnen kehrten zurück. Im August 2018 wurde das instand gesetzte Kloster wieder für den Besucherverkehr geöffnet. Die russische Armee unterstützte die Nonnen bei der Wiederherstellung. An Stelle der zerstörten Ikonen im Kloster der Heiligen Thekla gibt es dort jetzt Ikonen aus Russland, die von russischen Offizieren und Soldaten gespendet wurden.